# Vélopiste Jacques-Cartier/Portneuf
La Vélopiste Jacques-Cartier/Portneuf est une piste cyclable, segment rural de la Route Verte 6, située dans les MRC de La Jacques-Cartier et Portneuf. Elle débute à la frontière nord-ouest de la ville de Québec puis traverse plusieurs municipalités jusqu'à son terminus, à Rivière-à-Pierre devant la gare de train.

## Description
Il s'agit à l'origine d'un tracé de chemin de fer de la Quebec and Lake St-John Railway, reconverti et aménagé en piste cyclable à deux voies au tournant des années 2000.
Ce projet avait été initié en 1993 par des leaders de la région et la piste a été officiellement ouverte au public en juillet 1998 grâce aux démarches des MRC de Portneuf et de La Jacques-Cartier pour l'acquisition des terrains.
Cette piste de 68 kilomètres débute à son extrémité sud-est à la jonction avec le Corridor des Cheminots, à la frontière nord-ouest de la ville de Québec. Une section de la piste entre son terminus sud et la rivière Jacques-Cartier est asphaltée, et le reste est en poussière de roche. La Vélopiste Jacques-Cartier/Portneuf traverse les municipalités de Saint-Gabriel-de-Valcartier, Shannon, Fossambault-sur-le-Lac, Lac-Sergent, Saint-Raymond, Saint-Léonard, puis termine à Rivière-à-Pierre. Tout au long de ce parcours, des haltes sont installées et accessibles au public.
Des patrouilleurs à vélo, pouvant porter assistance ou conseiller les utilisateurs, circulent régulièrement sur la piste.